# Illés Henrik
Illés Henrik (Miskolc, 1981. február 4. –) roma származású magyar festőművész.

## Életútja, munkássága
Testvére Illés József festőművész, grafikus.
Állami gondozásban nevelkedett Oroszlányban, majd a fóti gyermekotthonban. Középiskolai tanulmányait is Fóton folytatta, a népművészeti szakközépiskolában végzett kerámia szakon. Még középiskolás korában testvérével együtt részt vett a Cigány Ház balatonszemesi alkotótáborában, ahol először találkozik cigány képzőművészekkel, s szembesül a cigány népesség súlyos gondjaival. Állandóan fest, rajzol, képezi magát, tanulmányozza a 20. századi avantgárd képzőművészek munkásságát, leginkább hat rá Pablo Picasso kubizmusa, Salvador Dalí szürrealizmusa és Boris Vallejo erotikával fűszerezett fantázia világa. Illés Henrik festészetében gyakorta megjelenik a féllábú cigány ember és a bohócmotívum, mely némi groteszk jelleget kölcsönöz képeinek.
1999-ben Torontóba költözött, majd 2002-ben hazatért, s Budapesten él és alkot. A Cigány Ház által szervezett nyári alkotótáborok nagyban elősegítették fejlődését és műveinek kiállítását, az alkotótáborok számos csoportos kiállításán részt vett. A roma témák gyakran találkoztak nála a kubista, szürreális és absztrakt stílussal. Napjainkban impresszionista stílusban alkot. A Cigány Ház közgyűjteménye őrzi alkotásait. A 2009-es Cigány festészet című reprezentatív albumban megjelentették életrajzát és 9 olajfestményét.

## ACigány festészetcímű albumba beválogatott képei
- Trombitás (olaj, farost, 50x60 cm, 2006)
- Pegazus (olaj, farost, 60x74 cm, 1998)
- Zeusz (olaj, vászon, 44x50 cm, 1998)
- Paprikajancsi (olaj, farost, 60x80 cm, 1998)
- Az idő fogságában (olaj, farost, 70x60 cm, 2006)
- Udvari bolond (olaj, vászon, 100x107 cm, 2003)
- Zenész a világban (olaj, karton, 46x32 cm, 2008)
- Természet (olaj, farost, 50x40 cm, 2008)
- Pipás ember (olaj, farost, 40x50 cm, 2008)[2]

## Csoportos kiállításon
- 2009. december 1.– 2010. február 14. • A Fonyódi Roma Képzőművészeti Alkotótáborban készült művekből, Balázs János Galéria, Budapest.[3]